# Enrique Martínez Ruiz
Enrique Martínez Ruiz (16 de noviembre de 1943) es un historiador español, autoridad en historia militar e historia de las instituciones[cita requerida]. Fue catedrático de Historia Moderna en la Universidad Complutense de Madrid.
Fundó la Asociación para el Estudio de la Guerra de la Independencia (AEGI), de la que fue el primer presidente. También presidió la Fundación Espańola de Historia Moderna (FEHM).

## Obras

### Historiografía
- Creación de la Guardia Civil, 1976
- La seguridad pública en el Madrid de la Ilustración, 1988
- España Moderna, 1992
- Diccionario de historia moderna de España: La administración, 2007
- La Guerra de la Independencia (1808-1814). Claves espańolas en una crisis europea, 2007
- Los soldados del Rey: los ejércitos de la Monarquía Hispánica, 2008.[n. 1]
- Las Guardas de Castilla: el primer ejército permanente español, 2012.

### Novela histórica
- El castellano de Flandes, 2011